# عبدالقادر دکه
عبدالقادر دکه (عربی: عبد القادر دكة؛ زادهٔ ۱۰ ژانویهٔ ۱۹۸۵) یک ورزشکار اهل سوریه است.
از باشگاه‌هایی که در آن بازی کرده‌است می‌توان به باشگاه فوتبال تشرین سوریه، باشگاه فوتبال الانصار لبنان، باشگاه فوتبال الاتحاد سوریه، باشگاه فوتبال شانگهای گرینلند شنهوآ، باشگاه فوتبال الاتحاد سوریه، باشگاه فوتبال الصناعه، باشگاه فوتبال الشرطه دمشق، باشگاه ورزشی الوحده سوریه، تیم ملی فوتبال زیر ۲۳ سال سوریه، و تیم ملی فوتبال سوریه اشاره کرد.
وی همچنین در تیم‌های ملی فوتبال زیر ۲۰ سال سوریه زیر ۲۳ سال سوریه سوریه بازی کرده است.